# Vies d'accés a l'autonomia a l'estat espanyol
A l'estat espanyol la constitució de 1978 preveu quatre sistemes per assolir el grau de comunitat autònoma, tot i que durant el procés d'instauració de l'estat autonòmic van arribar a usar-se cinc vies per fer-ho, ja que hi hagué el cas singular de la Comunitat Foral de Navarra.

## Plantejament

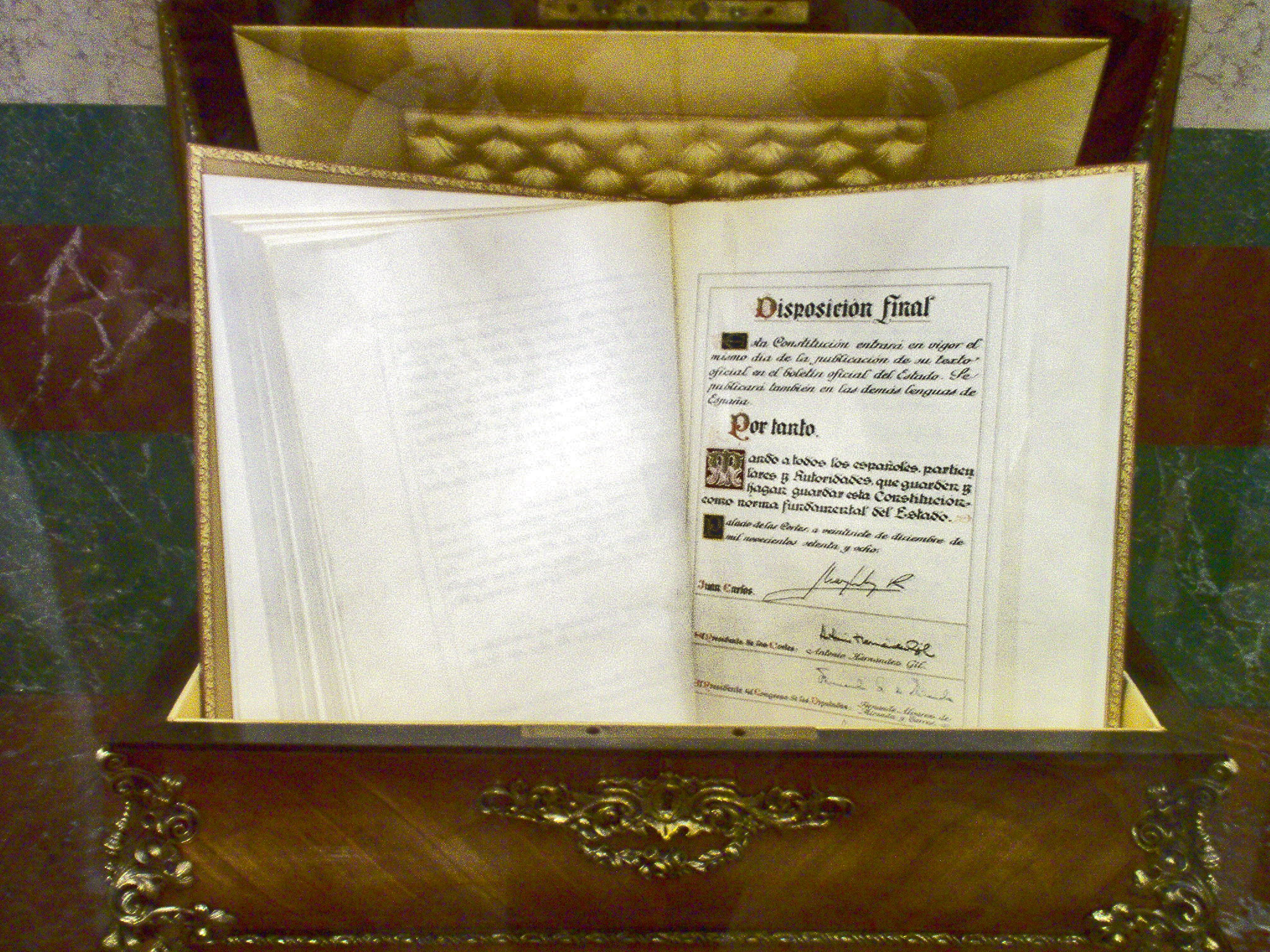
Constitució espanyola de 1978, de la Cambra dels Diputats

L'organització política i territorial d'Espanya, abans de la restauració de la democràcia es conformava com a Estat unitari dividit en províncies no autònomes. Durant la transició i l'elaboració de la constitució, es va arribar a un compromís per mitjà del qual es reconeixia l'existència de tres nacionalitats: Catalunya, el País Basc i Galícia. No obstant això, altres regions van demanar consideracions similars, principalment Andalusia que també seria inclosa en el grup de "nacionalitats", on finalment la versió final de la constitució reconeixia la dicotomia de les "nacionalitats" i "regions" de la indissoluble nació espanyola, i garantia el dret a l'autonomia per a totes.

## Vies d'accés a l'autonomia

### Via ordinària o comuna
Dictada per l'article 143.2 de la Constitució espanyola de 1978 planteja que el procés de constitució de l'autogovern de les antigues regions d'Espanya es desenvolupi en dues fases:
- La primera es desenvolupa en l'àmbit del territori de la futura comunitat autònoma i es refereix a l'exercici de la iniciativa del procés per part dels òrgans de l'Administració local existents en el territori i a la redacció de l'Estatut d'autonomia per part de l'Assemblea de Parlamentaris reunits amb aquesta finalitat.

- La segona fase es desenvolupa a les Corts Generals i es refereix a la discussió i l'aprovació de l'Estatut d'autonomia, que com a llei orgànica, ha d'ésser aprovat per majoria absoluta del Congrés dels Diputats i per majoria simple del Senat.

Aquest mecanisme, és el que menys requisits exigeix però com a contrapartida també és el que menys competències permet assumir a les institucions d'autogovern a l'Estatut d'autonomia.
Les Comunitats Autònomes que hi van accedir foren:
- Astúries[2]
- Cantàbria[3]
- La Rioja[4]
- Regió de Múrcia[5]
- Illes Balears[6]
- Comunitat Valenciana[7]
- Canàries[8]
- Extremadura[9]
- Castella i lleó[10]

Cal especificar el cas singular de la Comunitat Foral de Navarra tractada en una via especial, i el de la Comunitat de Madrid que va usar un sistema híbrid entre l'article 143 i 144 de la Constitució espanyola gràcies a la llei orgànica 6/1982 de 7 de juliol que li reconeixia el dret per interès nacional a constituir-se com a comunitat autònoma.

### Òrgans encarregats d'iniciar el procés autonòmic
Segons l'article 143.2 de la Constitució de 1978:
- Totes les diputacions interessades o a l'òrgan interinsular corresponent.
- 2/3 dels municipis que representin la majoria del cens de cada província.

### Terminis
Els tràmits d'exercici de la iniciativa del procés de constitució en comunitat autònoma són de 6 mesos des del primer acord adoptat sobre això per alguna de les corporacions locals, si en aquest termini no s'aconsegueix la Constitució sancionava la falta d'interès específicament que no es pot presentar cap altre iniciativa fins passat un període de 5 anys.

### Redacció dels estatuts d'Autonomia i marc competencial
Els estatuts d'autonomia són la peça jurídica clau d'una comunitat autònoma. Tenen rang de llei orgànica paccionada i han de ser aprovades per les Corts Generals. L'elaboració del projecte d'aquest estatut corresponia a una assemblea de parlamentaris integrada per:
- Membres de la Diputació provincial o altres òrgans interinsulars de les províncies afectades.
- Pels diputats del Congrés escollits a les províncies afectades.
- Pels senadors del Senat escollits a les províncies afectades.

Un cop elaborat el projecte aquest, el projecte seguia el procés d'una llei orgànica al parlament. Cal especificar, que aquestes comunitats es crearen pel que es denominà popularment com via lenta, ja que l'article 143 de la Constitució permetia, únicament, l'adquisició de les competències mínimes assumibles, que venen recollides en l'article 148, i que havien d'esperar un mínim de 5 anys per a procedir a la reforma dels propis estatuts perquè poguessin assumir les competències que les comunitats autònomes de via ràpida tenien assumides des de la seva creació i que venen recollides en l'article 149

## Via d'accés especial

### Plantejament

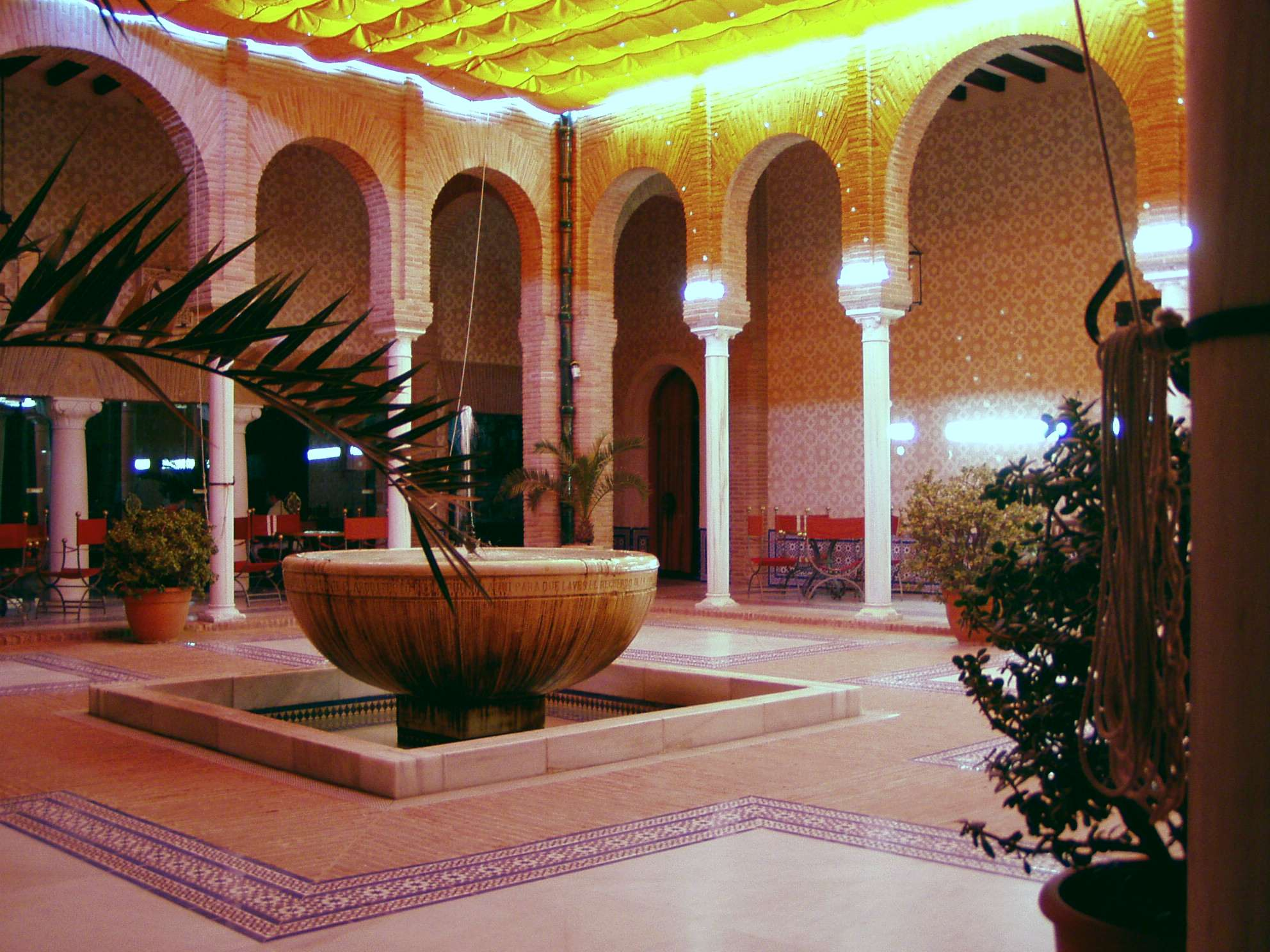
El Parador de Carmona fou el lloc escollit per acabar la redacció de l'Estatut d'autonomia andalús de 1981

Aquesta sistema, recollit en l'article 151.1 de la Constitució Espanyola, es basa igualment en una doble fase, però amb la variació de majoria i requisits:
- En l'àmbit de futura comunitat autònoma ha d'haver-hi l'exercici de la iniciativa del procés per part dels òrgans de l'Administració local existents al territori i a la redacció de l'estatut d'autonomia per part de l'assemblea corresponent el qual ha de ser aprovat per totes les províncies per majoria simple sempre que hi hagi majoria absoluta del cens en el total del territori[14]

- Aprovació com a llei orgànica per les Corts Generals.

A aquesta s'hi va afegir Andalusia, que va aprovar el seu estatut en referèndum, però amb la salvetat que a la província d'Almeria no es varen assolir tots els vots favorables (majoria absoluta) que requereix l'article 151 de la Constitució. Aquest fet va motivar la redacció de la llei orgànica 13/1980 de 16 de desembre, que va declarar substituïda la inicitiva autonòmica per tal d'aconseguir que Almeria s'incorporés al procés autonòmic amb la resta de províncies. Tot i això, la 13/1980 va necessitar la redacció de la 2/1980 de 18 de gener que regulava els diferents tipus de referendum, aquest fet va provocar que algun sector de la doctrina consideri inconstitucional el procés polític de ratificació de l'Estatut d'autonomia andalusa.

### Òrgans encarregats d'exercir la iniciativa autonòmica
Segons l'article 151 de la Constitució espanyola en aquesta via li correspon la iniciativa a:
- Totes les diputacions interessades
- A 3/4 parts dels municipis sempre que representin la majoria del cens de cada una.
- Que la iniciativa sigui ratificada per referèndum pel vot afirmatiu de la majoria absoluta dels electors de cada província, en els termes que estableixi una llei orgànica.[14]

A diferència de l'anterior la major dificultat del procés presenta com a contrapartida un possibilitat de major desenvolupament autonòmic de forma ab initio.

### Terminis
Per a aquesta via no hi ha un termini especial perquè l'article 151.1 de la mateixa Constitució espanyola remet a l'article 143.2 pel que el procediment serà el mateix que en la via ordinària.

### Redacció projecte d'Estatut d'autonomia
En funció del que diu l'article 151.1 de la Constitució el govern de la nació convocarà a tots els diputats i senadors escollits per a les províncies interessades perquè es constitueixin en assemblea perquè redactin el l'estatut d'autonomia per majoria absoluta. A diferència de la via ordinària, però les assemblees s'han de constituir de la següent forma:
- No en formen part els membres de la diputació provincial o òrgans interinsulars de les províncies afectades.
- L'assemblea és convocada pel govern, no s'autoconstitueix.
- Només està formada per diputats i senadors.
- l'Estatut d'autonomia s'ha de ratificar per majoria absoluta.

### Aprovació de l'Estatut d'autonomia
Un cop aprovat, la tramitació es produeix igual que una llei orgànica. De totes maneres, i d'acord amb el dret constitucional espanyol, la tramitació pot seguir dos camins, ja que Segons l'article 151.2-2n l'articulat és tramès a la Comissió constitucional la qual en el termini de 2 mesos l'examinarà amb el concurs i l'assistència d'una delelgació de l'Assemblea que el proposa, per determinar-ne, de comú acord, la formulació, podent-se donar dos supósits:
- Si ambdues comissions arriben a un acord, el projecte és sotmès novament a referèndum, el segon d'aquest procediment, i si aquest és aprovat per la majoria de vots emesos vàlidament, serà elevat a les Corts Generals, les quals no hi podran fer alteracions o modificacions, sinó efectuar un vot de ratificació al projecte. En cas que ho sigui, el rei el sancionarà i el promulgarà com a llei.

- En el cas que no hi hagi acord, el projecte d'estatut serà tramitat com a projecte de llei davant les Corts Generals, amb possibilitat de modificació i esmena, el text aprovat haurà de ser ratificat en referèndum del cos electoral de les províncies compreses en l'àmbit territorial del projectat estatut. En cas de ser aprovat per majoria dels vots vàlidament emesos a cada província, es procedirà a la seva promulgació.

## Via d'accés especial prevista per a Catalunya, País Basc i Galícia

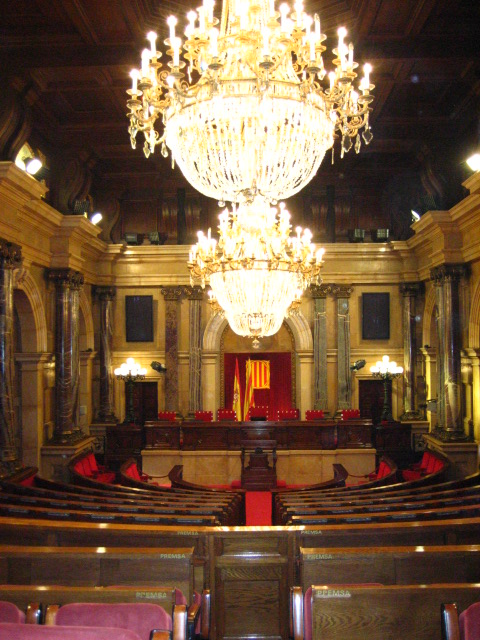
Catalunya aprovà el seu Estatut d'autonomia amb la llei orgànica 4/1979 de 18 de desembre

Per a Catalunya, País Basc i Galícia, la constitució espanyola reservava la disposició transitòria segona que a grans trets no diferia essencialment de la via d'accés especial que marca l'article 151. La principal diferència recau en què aquest sistema està reservat per a les nacionalitats històriques, que són Catalunya, País Basc i Galícia que en el passat ja havien plebiscitat afirmativament projectes d'Estatut d'autonomia i disposen, en el moment de promulgar-se la constitució espanyola, de règims provisionals d'autonomia.
En aquest cas la disposició transitòria 2a de la Constitució espanyola, preveu que la iniciativa s'haurà d'acordar per majoria absoluta dels seus òrgans preautonòmics col·legiats superiors, els quals hauran de comunicar-ho al govern. El projecte d'Estatut d'Autonomia serà elaborat en funció del que marca l'article 151, número 2, a convocatòria de l'òrgan col·legiat pre-autonòmic.
En el cas de Catalunya, aquest procés va acabar amb l'Estatut d'Autonomia de Catalunya de 1979.

## Sistemes d'accés excepcionals

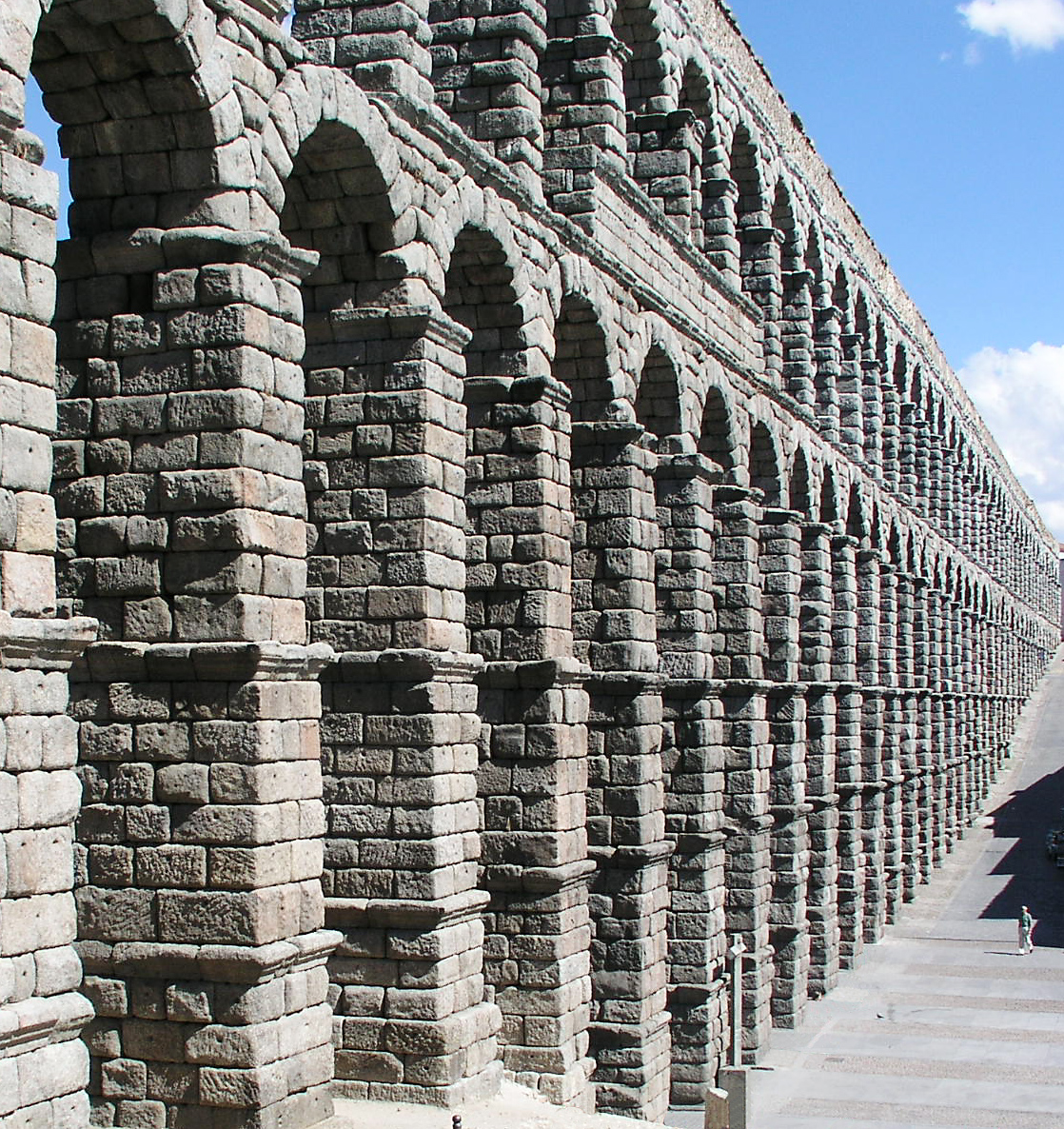
La província de Segòvia fou l'única en rebutjar el procés autonòmic el que va motivar el seu ingrés per raó d'interès nacional mitjançant la llei 5/1983 de l'1 de març.

L'article 144 de la Constitució espanyola es constitueix com a clàusula de tancament del sistema autonòmic, en virtut de la qual les Corts Generals poden acabar d'impulsar el procés i convertir, sempre sota l'empara d'una llei orgànica, determinats territoris en part d'una Comunitat autònoma quan aquests no hagin exercit la iniciativa del procés autonòmic o, si ja l'han exercida no hagin aconseguit les majories necessàries exigides a la Constitució. concretament l'article 144 diu:
- Les Corts Generals podran autoritzar la constitució d'una comunitat autònoma quan el seu àmbit territorial no superi el d'una província i no reuneixi les condicions de l'apartat 1 de l'article 143 (exemple el cas de la Comunitat de Madrid).[12]

- Autoritzar o acordar, si s'escau, un estatut d'autonomia per a territoris que no estiguin integrats en l'organització provincial (El cas de Ceuta[19] i Melilla).[20]

- Substituir la inicitiava de les corporacions locals a què es refereix l'apartat 2 de l'article 143[1] (El cas de la província de Segòvia)

En tots aquests casos les competència assumibles són les mínimes.
Respecte a Ceuta i Melilla, la disposició transitòria 5a preveu que podran esdevenir en comunitats autònomes si així ho vol la majoria absoluta dels seus ajuntaments i si ho autoritzen les Corts Generals. Fets, que es van materialitzar amb els estatuts d'autonomia de Ceuta i Melilla l'any 1995. Cal destacar, però, que en aquest cas tot i que els seus òrgans coincideixen nominalment amb els de les restants comunitats autònomes, l'assemblea legislativa està investida sols de potestat normativa (reglament) però no de potestat legislativa (llei), de manera que a més d'exercir les funcions autonòmiques també exerceixen les pròpies de l'ajuntament d'ambdues ciutats.
La generalització a tot l'estat del procés autonòmic sols tingué una única excepció, el cas de la província de Segòvia que va motivar l'elaboració de la llei 5/1983 d'1 de març per la qual s'acordava, que per raó d'interès nacional s'utilitzava mecanisme previst a la lletra c de l'article 144 de la Constitució Espanyola, per tal d'incorporar la província de Segòvia al procés autonòmic de Castella i Lleó, regió a la qual pertanyia de conformitat als criteris de l'article 143.1 de la mateixa Constitució, per raó d'antecedents històrics, culturals i econòmics.

## Cas singular: Comunitat Foral de Navarra

La constitució de la Comunitat Foral Navarra fou un cas singular de la construcció autonòmica de l'estat espanyol.

La Comunitat Foral de Navarra, és la comunitat amb un reconeixement competencial més ampli respecte de la resta de Comunitats autònomes, gràcies al reconeixement dels drets històrics del poble navarrès recollits a la Constitució espanyola. La Constitució preveia a la disposició transitòria 4a la integració de Navarra a la Comunitat autònoma del País Basc. Aquesta solució no fou acceptada i s'optà pel reconeixement dels drets històrics del poble navarrès previs a l'època constitucional. Navarra es constitueix com a Comunitat Autònoma mitjançant els mecanismes de la llei 13/1982 de 10 d'agost de Millorament dels furs on s'actualitzaven i es reconeixen els furs tradicionals del poble navarrès emparats a la disposició addicional 1a de la Constitució Espanyola.